# Heineken Cup 2005/06
Der Heineken Cup 2005/06 war die elfte Ausgabe des Heineken Cup (Vorgänger des European Rugby Champions Cup), dem wichtigsten europäischen Pokalwettbewerb im Rugby Union. Beteiligt waren 24 Mannschaften aus sechs Ländern. Das erste der insgesamt 78 Spiele fand am 21. Oktober 2005 statt, das Finale am 20. Mai 2006 im Millennium Stadium in Cardiff. Pokalsieger wurde Munster Rugby aus Irland, das im Finale den französischen Verein Biarritz Olympique schlug.

## Modus
Die Teilnehmer wurden in sechs Gruppen mit je vier Mannschaften eingeteilt. Jede Mannschaft spielte je ein Heim- und ein Auswärtsspiel gegen die drei Gruppengegner. In der Gruppenphase erhielten die Mannschaften
- vier Punkte für einen Sieg
- zwei Punkte für ein Unentschieden
- einen Bonuspunkt bei vier oder mehr Versuchen
- einen Bonuspunkt bei einer Niederlage mit weniger als sieben Punkten Differenz

Für das Viertelfinale qualifizierten sich die sechs Gruppensieger (nach Anzahl gewonnener Punkte auf den Plätzen 1–6 klassiert) und die zwei besten Gruppenzweiten (auf den Plätzen 7–8 klassiert). Mannschaften auf den Plätzen 1–4 hatten im Viertelfinale Heimrecht. Es spielen der Erste gegen den Achten, der Zweite gegen den Siebten, der Dritte gegen den Sechsten und der Vierte gegen den Fünften.

## Gruppenphase
In Klammern: Rang in der Viertelfinal-Setzliste

### Gruppe 1
|    | Team                  | Spiele | Siege | Unent. | Ndlg. | Spiel- punkte | Diff. | Bonus- punkte | Tabellen- punkte |
| -- | --------------------- | ------ | ----- | ------ | ----- | ------------- | ----- | ------------- | ---------------- |
| 1. | Munster Rugby (4)     | 6      | 5     | 0      | 1     | 186:87        | + 99  | 3             | 23               |
| 2. | Sale Sharks (7)       | 6      | 5     | 0      | 1     | 159:84        | + 75  | 3             | 23               |
| 3. | Newport Gwent Dragons | 6      | 1     | 0      | 5     | 99:168        | - 69  | 2             | 6                |
| 4. | Castres Olympique     | 6      | 1     | 0      | 5     | 90:195        | - 105 | 2             | 6                |

| Datum             | Begegnung         | Ergebnis |
| ----------------- | ----------------- | -------- |
| 21. Oktober 2005  | Sale - Munster    | 27:13    |
| 22. Oktober 2005  | Castres - Newport | 29:24    |
| 28. Oktober 2005  | Newport - Sale    | 11:38    |
| 29. Oktober 2005  | Munster - Castres | 42:16    |
| 9. Dezember 2005  | Castres - Sale    | 16:20    |
| 10. Dezember 2005 | Newport - Munster | 8:24     |

| Datum             | Begegnung         | Ergebnis |
| ----------------- | ----------------- | -------- |
| 16. Dezember 2005 | Sale - Castres    | 35:3     |
| 17. Dezember 2005 | Munster - Newport | 30:18    |
| 13. Januar 2006   | Castres - Munster | 9:46     |
| 15. Januar 2006   | Sale - Newport    | 30:10    |
| 21. Januar 2006   | Newport - Castres | 28:17    |
| 21. Januar 2006   | Munster - Sale    | 31:19    |

### Gruppe 2
|    | Team              | Spiele | Siege | Unent. | Ndlg. | Spiel- punkte | Diff. | Bonus- punkte | Tabellen- punkte |
| -- | ----------------- | ------ | ----- | ------ | ----- | ------------- | ----- | ------------- | ---------------- |
| 1. | USA Perpignan (5) | 6      | 5     | 0      | 1     | 160:52        | + 108 | 3             | 23               |
| 2. | Leeds Tykes       | 6      | 4     | 0      | 2     | 143:91        | + 52  | 4             | 20               |
| 3. | Cardiff Blues     | 6      | 3     | 0      | 3     | 128:145       | - 17  | 3             | 15               |
| 4. | Rugby Calvisano   | 6      | 0     | 0      | 6     | 48:191        | - 143 | 0             | 0                |

| Datum             | Begegnung             | Ergebnis |
| ----------------- | --------------------- | -------- |
| 22. Oktober 2005  | Cardiff - Leeds       | 40:13    |
| 22. Oktober 2005  | Calvisano - Perpignan | 6:25     |
| 28. Oktober 2005  | Leeds - Calvisano     | 33:16    |
| 28. Oktober 2005  | Perpignan - Cardiff   | 37:14    |
| 10. Dezember 2005 | Calvisano - Cardiff   | 10:25    |
| 11. Dezember 2005 | Leeds - Perpignan     | 21:20    |

| Datum             | Begegnung             | Ergebnis |
| ----------------- | --------------------- | -------- |
| 17. Dezember 2005 | Cardiff - Calvisano   | 43:16    |
| 17. Dezember 2005 | Perpignan - Leeds     | 12:8     |
| 14. Januar 2006   | Cardiff - Perpignan   | 3:21     |
| 14. Januar 2006   | Calvisano - Leeds     | 0:20 *   |
| 22. Januar 2006   | Leeds - Cardiff       | 48:3     |
| 22. Januar 2006   | Perpignan - Calvisano | 45:0     |

* Forfaitniederlage für Calvisano; Leeds erhielt vier Versuche bzw. fünf Punkte zugesprochen.

### Gruppe 3
|    | Team                  | Spiele | Siege | Unent. | Ndlg. | Spiel- punkte | Diff. | Bonus- punkte | Tabellen- punkte |
| -- | --------------------- | ------ | ----- | ------ | ----- | ------------- | ----- | ------------- | ---------------- |
| 1. | Leicester Tigers (3)  | 6      | 5     | 0      | 1     | 179:111       | + 68  | 4             | 24               |
| 2. | Stade Français        | 6      | 4     | 0      | 2     | 150:98        | + 52  | 4             | 20               |
| 3. | Ospreys               | 6      | 2     | 0      | 4     | 90:146        | - 56  | 1             | 9                |
| 4. | ASM Clermont Auvergne | 6      | 1     | 0      | 5     | 136:200       | - 64  | 2             | 6                |

| Datum             | Begegnung            | Ergebnis |
| ----------------- | -------------------- | -------- |
| 22. Oktober 2005  | Leicester - Clermont | 57:23    |
| 23. Oktober 2005  | Ospreys - Stade      | 13:8     |
| 29. Oktober 2005  | Stade - Leicester    | 12:6     |
| 30. Oktober 2005  | Clermont - Ospreys   | 34:14    |
| 10. Dezember 2005 | Clermont - Stade     | 12:16    |
| 11. Dezember 2005 | Leicester - Ospreys  | 30:12    |

| Datum             | Begegnung            | Ergebnis |
| ----------------- | -------------------- | -------- |
| 17. Dezember 2005 | Stade - Clermont     | 47:28    |
| 18. Dezember 2005 | Ospreys - Leicester  | 15:17    |
| 14. Januar 2006   | Ospreys - Clermont   | 26:12    |
| 15. Januar 2006   | Leicester - Stade    | 29:22    |
| 20. Januar 2006   | Clermont - Leicester | 27:40    |
| 20. Januar 2006   | Stade - Ospreys      | 45:10    |

### Gruppe 4
|    | Team                   | Spiele | Siege | Unent. | Ndlg. | Spiel- punkte | Diff. | Bonus- punkte | Tabellen- punkte |
| -- | ---------------------- | ------ | ----- | ------ | ----- | ------------- | ----- | ------------- | ---------------- |
| 1. | Biarritz Olympique (2) | 6      | 5     | 0      | 1     | 182:93        | + 89  | 4             | 24               |
| 2. | Saracens               | 6      | 4     | 0      | 2     | 128:129       | - 1   | 1             | 17               |
| 3. | Ulster Rugby           | 6      | 3     | 0      | 3     | 126:111       | + 15  | 2             | 14               |
| 4. | Benetton Rugby Treviso | 6      | 0     | 0      | 6     | 104:207       | - 103 | 3             | 3                |

| Datum             | Begegnung           | Ergebnis |
| ----------------- | ------------------- | -------- |
| 21. Oktober 2005  | Ulster - Treviso    | 27:0     |
| 23. Oktober 2005  | Saracens - Biarritz | 22:10    |
| 29. Oktober 2005  | Treviso - Saracens  | 17:30    |
| 29. Oktober 2005  | Biarritz - Ulster   | 33:19    |
| 9. Dezember 2005  | Ulster - Saracens   | 19:10    |
| 11. Dezember 2005 | Biarritz - Treviso  | 34:7     |

| Datum             | Begegnung           | Ergebnis |
| ----------------- | ------------------- | -------- |
| 17. Dezember 2005 | Saracens - Ulster   | 18:10    |
| 17. Dezember 2005 | Treviso - Biarritz  | 28:34    |
| 13. Januar 2006   | Ulster - Biarritz   | 8:24     |
| 15. Januar 2006   | Saracens - Treviso  | 35:30    |
| 21. Januar 2006   | Treviso - Ulster    | 26:43    |
| 21. Januar 2006   | Biarritz - Saracens | 43:13    |

### Gruppe 5
|    | Team                | Spiele | Siege | Unent. | Ndlg. | Spiel- punkte | Diff. | Bonus- punkte | Tabellen- punkte |
| -- | ------------------- | ------ | ----- | ------ | ----- | ------------- | ----- | ------------- | ---------------- |
| 1. | Bath Rugby (6)      | 6      | 5     | 0      | 1     | 166:111       | + 55  | 3             | 23               |
| 2. | Leinster Rugby (8)  | 6      | 4     | 0      | 2     | 214:124       | + 90  | 6             | 22               |
| 3. | CS Bourgoin-Jallieu | 6      | 2     | 0      | 4     | 109:195       | - 86  | 1             | 9                |
| 4. | Glasgow Warriors    | 6      | 1     | 0      | 5     | 131:190       | - 59  | 2             | 6                |

| Datum             | Begegnung           | Ergebnis |
| ----------------- | ------------------- | -------- |
| 21. Oktober 2005  | Bourgoin - Glasgow  | 16:3     |
| 22. Oktober 2005  | Leinster - Bath     | 19:22    |
| 29. Oktober 2005  | Bath - Bourgoin     | 39:12    |
| 30. Oktober 2005  | Glasgow - Leinster  | 20:33    |
| 10. Dezember 2005 | Bath - Glasgow      | 31:26    |
| 10. Dezember 2005 | Leinster - Bourgoin | 53:7     |

| Datum             | Begegnung           | Ergebnis |
| ----------------- | ------------------- | -------- |
| 16. Dezember 2005 | Glasgow - Bath      | 10:29    |
| 17. Dezember 2005 | Bourgoin - Leinster | 30:28    |
| 13. Januar 2006   | Castres - Bath      | 9:22     |
| 14. Januar 2006   | Leinster - Glasgow  | 46:22    |
| 22. Januar 2006   | Bath - Leinster     | 23:35    |
| 22. Januar 2006   | Glasgow - Bourgoin  | 50:35    |

### Gruppe 6
|    | Team                 | Spiele | Siege | Unent. | Ndlg. | Spiel- punkte | Diff. | Bonus- punkte | Tabellen- punkte |
| -- | -------------------- | ------ | ----- | ------ | ----- | ------------- | ----- | ------------- | ---------------- |
| 1. | Stade Toulousain (1) | 6      | 5     | 1      | 0     | 188:124       | + 64  | 3             | 25               |
| 2. | London Wasps         | 6      | 2     | 1      | 3     | 173:118       | + 55  | 4             | 14               |
| 3. | Llanelli Scarlets    | 6      | 2     | 0      | 4     | 152:206       | - 54  | 4             | 12               |
| 4. | Edinburgh Rugby      | 6      | 2     | 0      | 4     | 121:186       | - 65  | 3             | 11               |

| Datum             | Begegnung            | Ergebnis |
| ----------------- | -------------------- | -------- |
| 22. Oktober 2005  | Toulouse - Llanelli  | 57:28    |
| 23. Oktober 2005  | Edinburgh - Wasps    | 32:31    |
| 29. Oktober 2005  | Llanelli - Edinburgh | 15:13    |
| 30. Oktober 2005  | Wasps - Toulouse     | 15:15    |
| 10. Dezember 2005 | Edinburgh - Toulouse | 13:20    |
| 11. Dezember 2005 | Llanelli - Wasps     | 21:13    |

| Datum             | Begegnung            | Ergebnis |
| ----------------- | -------------------- | -------- |
| 16. Dezember 2005 | Toulouse - Edinburgh | 35:13    |
| 18. Dezember 2005 | Wasps - Llanelli     | 48:14    |
| 14. Januar 2006   | Edinburgh - Llanelli | 33:32    |
| 14. Januar 2006   | Toulouse - Wasps     | 19:13    |
| 21. Januar 2006   | Llanelli - Toulouse  | 42:49    |
| 21. Januar 2006   | Wasps - Edinburgh    | 53:17    |

## Viertelfinale
| 1. April 2006 12:30 | Leicester Tigers                         | 12 : 15       | Bath Rugby                                     | Walkers Stadium, Leicester Zuschauer: 32.500 Schiedsrichter: Joël Jutge (Frankreich) |
| 1. April 2006 12:30 | Straftritte: Goode (4) 2., 18., 33., 45. | (9:9) Bericht | Straftritte: Malone (5) 7., 28., 31., 51., 62. | Walkers Stadium, Leicester Zuschauer: 32.500 Schiedsrichter: Joël Jutge (Frankreich) |

| 1. April 2006 16:00 | Stade Toulousain | 35 : 41        | Leinster Rugby | Stadium Municipal, Toulouse Zuschauer: 37.815 Schiedsrichter: Dave Pearson (England) |
| 1. April 2006 16:00 | Versuche: Nyanga 80. erh. Jauzion 80. erh. Erhöhungen: Élissalde (2) Straftritte: Élissalde (6) 6., 12., 32., 41., 48., 61. Dropgoals: Michalak (1) 50. | (9:19) Bericht | Versuche: O’Driscoll 22. erh. Jowitt 53. erh. Hickie 64. n.erh. Horgan 71. erh. Erhöhungen: Contepomi (3) Straftritte: Contepomi (5) 9., 16., 20., 39., 75. | Stadium Municipal, Toulouse Zuschauer: 37.815 Schiedsrichter: Dave Pearson (England) |

| 1. April 2006 17:30 | Munster Rugby                                                                                  | 19 : 10        | USA Perpignan                                                                   | Lansdowne Road, Dublin Zuschauer: 48.500 Schiedsrichter: Nigel Whitehouse (Wales) |
| 1. April 2006 17:30 | Versuche: O’Connell 20. erh. Erhöhungen: O’Gara (1) Straftritte: O’Gara (4) 41., 46., 65., 68. | (7:10) Bericht | Versuche: Bourret 28. erh. Erhöhungen: Bourret (1) Straftritte: Bourret (1) 36. | Lansdowne Road, Dublin Zuschauer: 48.500 Schiedsrichter: Nigel Whitehouse (Wales) |

| 2. April 2006 18:00 | Biarritz Olympique                                           | 11 : 6         | Sale Sharks                       | Estadio Anoeta, San Sebastián Zuschauer: 32.000 Schiedsrichter: Alan Lewis (Irland) |
| 2. April 2006 18:00 | Versuche: Bobo 32. n.erh. Straftritte: Yachvili (2) 20., 26. | (11:3) Bericht | Straftritte: Hodgson (2) 25., 75. | Estadio Anoeta, San Sebastián Zuschauer: 32.000 Schiedsrichter: Alan Lewis (Irland) |

## Halbfinale
| 22. April 2006 15:00 | Biarritz Olympique                                                          | 18 : 9        | Bath Rugby                            | Estadio Anoeta, San Sebastián Zuschauer: 31.700 Schiedsrichter: Alain Rolland (Irland) |
| 22. April 2006 15:00 | Straftritte: Yachvili (5) 4., 16., 21., 43., 78. Dropgoals: Traille (1) 45. | (9:6) Bericht | Straftritte: Malone (3) 17., 23., 64. | Estadio Anoeta, San Sebastián Zuschauer: 31.700 Schiedsrichter: Alain Rolland (Irland) |

| 23. April 2006 15:00 | Leinster Rugby                      | 6 : 30         | Munster Rugby | Lansdowne Road, Dublin Zuschauer: 47.800 Schiedsrichter: Joël Jutge (Frankreich) |
| 23. April 2006 15:00 | Straftritte: Contepomi (2) 22., 71. | (3:16) Bericht | Versuche: Leamy 18. erh. O’Gara 74. erh. Halstead 80. erh. Erhöhungen: O’Gara (3) Straftritte: O’Gara (3) 2., 24., 32. | Lansdowne Road, Dublin Zuschauer: 47.800 Schiedsrichter: Joël Jutge (Frankreich) |

## Finale
| 20. Mai 2006 15:00 | Biarritz Olympique                                                                           | 19 : 23         | Munster Rugby                                                                                             | Millennium Stadium, Cardiff Zuschauer: 74.534 Schiedsrichter: Chris White (England) |
| 20. Mai 2006 15:00 | Versuche: Bobo 2. erh. Erhöhungen: Yachvili (1) Straftritte: Yachvili (4) 22., 48., 51., 70. | (10:17) Bericht | Versuche: Halstead 17. erh. Stringer 31. erh. Erhöhungen: O’Gara (2) Straftritte: O’Gara (3) 7., 42., 73. | Millennium Stadium, Cardiff Zuschauer: 74.534 Schiedsrichter: Chris White (England) |

| 15                 | Nicolas Brusque          |
| 14                 | Jean-Baptiste Gobelet    |
| 13                 | Philippe Bidabé          |
| 12                 | Damien Traille           |
| 11                 | Sireli Bobo              |
| 10                 | Julien Peyrelongue       |
| 09                 | Dimitri Yachvili         |
| 08                 | Thomas Lièvremont (c)    |
| 07                 | Imanol Harinordoquy      |
| 06                 | Serge Betsen             |
| 05                 | David Couzinet           |
| 04                 | Jérôme Thion             |
| 03                 | Census Johnston          |
| 02                 | Benoît August            |
| 01                 | Petru Bălan              |
| Auswechselspieler: |                          |
| 16                 | Benjamin Noirot          |
| 17                 | Benoît Lecouls           |
| 18                 | Olivier Olibeau          |
| 19                 | Thierry Dusautoir        |
| 20                 | Manuel Carizza           |
| 21                 | Julien Dupuy             |
| 22                 | Federico Martín Aramburú |

| 15                 | Shaun Payne           |
| 14                 | Anthony Horgan        |
| 13                 | John Kelly            |
| 12                 | Trevor Halstead       |
| 11                 | Ian Dowling           |
| 10                 | Ronan O’Gara          |
| 09                 | Peter Stringer        |
| 08                 | Anthony Foley (c)     |
| 07                 | David Wallace         |
| 06                 | Denis Leamy           |
| 05                 | Paul O’Connell        |
| 04                 | Donncha O’Callaghan   |
| 03                 | John Hayes            |
| 02                 | Jerry Flannery        |
| 01                 | Marcus Horan          |
| Auswechselspieler: |                       |
| 16                 | Denis Fogarty         |
| 17                 | Federico Pucciariello |
| 18                 | Mick O’Driscoll       |
| 19                 | Alan Quinlan          |
| 20                 | Tomás O’Leary         |
| 21                 | Jeremy Manning        |
| 22                 | Rob Henderson         |